# Мозес-Лейк-Норт (Вашингтон)
Мозес-Лейк-Норт (англ. Moses Lake North) — переписна місцевість (CDP) в США, в окрузі Грант штату Вашингтон. Населення — 4050 осіб (2020).

## Географія
Мозес-Лейк-Норт розташований за координатами 47°11′40″ пн. ш. 119°19′2″ зх. д. / 47.19444° пн. ш. 119.31722° зх. д. (47.194372, -119.317262).  За даними Бюро перепису населення США в 2010 році переписна місцевість мала площу 15,72 км², уся площа — суходіл. В 2017 році площа становила 14,32 км², уся площа — суходіл.

## Демографія
Згідно з переписом 2010 року, у переписній місцевості мешкало 4418 осіб у 1261 домогосподарстві у складі 945 родин. Густота населення становила 281 особа/км².  Було 1352 помешкання (86/км²).
Расовий склад населення:
| - 69,9 % — білих - 4,0 % — чорних або афроамериканців - 2,7 % — корінних американців - 1,5 % — азіатів - 0,1 % — вихідців з тихоокеанських островів - 16,4 % — осіб інших рас |

До двох чи більше рас належало 5,4 %. Частка іспаномовних становила 33,6 % від усіх жителів.
За віковим діапазоном населення розподілялося таким чином: 34,2 % — особи молодші 18 років, 59,8 % — особи у віці 18—64 років, 6,0 % — особи у віці 65 років та старші. Медіана віку мешканця становила 24,0 року. На 100 осіб жіночої статі у переписній місцевості припадало 102,8 чоловіків;  на 100 жінок у віці від 18 років та старших — 99,7 чоловіків також старших 18 років.
Середній дохід на одне домашнє господарство  становив 38 315 доларів США (медіана — 32 028), а середній дохід на одну сім'ю — 37 745 доларів (медіана — 29 929). Медіана доходів становила 33 388 доларів для чоловіків та 22 793 долари для жінок. За межею бідності перебувало 33,5 % осіб, у тому числі 42,4 % дітей у віці до 18 років та 9,5 % осіб у віці 65 років та старших.
Цивільне працевлаштоване населення становило 1559 осіб. Основні галузі зайнятості: освіта, охорона здоров'я та соціальна допомога — 18,5 %, виробництво — 17,1 %, роздрібна торгівля — 14,1 %.